# Шульгина, Альбина Александровна
Альби́на Алекса́ндровна Шульгина́ (Миха́йлова) (18 августа 1937 — 4 августа 2009) — советская и российская сценаристка, поэтесса, драматург.

## Биография
Альбина Шульгина родилась в глухой деревушке на берегу Вятки.
Училась в Литературном институте в Москве. Поддавшись романтическому порыву, перевелась на заочное обучение и уехала на Братскую ГЭС, где несколько лет работала бетонщицей.
В 1964 году пришла на «Ленфильм». По её сценариям здесь было создано более 40 фильмов: «Виринея» (1968), «Соло» (1980), «Год собаки» (1994), которые были отмечены международными премиями.
Фильм «Соло» режиссёра Константина Лопушанского был отмечен многочисленными международными премиями. Фильм «Год собаки» (режиссёр Семен Аранович) получил «Серебряного медведя» на международном кинофестивале в Берлине в 1994 году.
Кинокартины «Колесо любви» (1994) (режиссёр Эрнест Ясан), «Месяц август» (1971), «Пока стоят горы» (1976), «Таёжная повесть» (1979), «Мера пресечения» (1983) до сих пор любят зрители.
В последние годы Шульгина работала над сценариями для телесериалов («Бандитский Петербург» (1 и 2 части) и «Чёрный ворон»).
По либретто Шульгиной поставлены спектакли в театрах Петербурга, Москвы, Красноярска, Мурманска, Абакана. На её стихи писали музыку композиторы Валерий Гаврилин, Николай Морозов, Андрей Петров, Виктор Плешак, Евгений Крылатов, Александр Журбин.
С 2000 года на сцене литературно-мемориального музея Ф. М. Достоевского с успехом шёл спектакль в постановке Георгия Васильева «Обняться и заплакать» по пьесе Альбины Шульгиной, написанной по мотивам повести Достоевского «Вечный муж», в спектакле были задействованы артисты Валерий Кухарешин и Сергей Бызгу.
Шульгина выпустила также 2 поэтических сборника — «Стихи на „чёрный день“» и «Стихи. Песни. Театр».
Как вспоминал Виктор Плешак: «Однако несмотря на свою популярность она была далека от суетности жизни… не ходила на премьеры, старалась быть дальше от светской жизни. Альбина всегда могла найти нужные и важные поэтические строки, которые дойдут до каждого». Последняя их совместная работа — песня-гимн, которую они написали к предстоящему 300-летию Царского Села.

### Личная жизнь
Жена кинорежиссера и сценариста  Вадима Васильевича Михайлова (1931—2023).
В браке, в 1967 году, родилась дочь, Михайлова Анастасия Вадимовна, в 1993 году окончила институт им Репина, художник.
Альбина Шульгина скончалась 4 августа 2009 года в своей петербургской квартире.
Урна с прахом захоронена на  Смоленском православном кладбище рядом с матерью, Беловой Евгенией Филипповной (1915—1994).

## Сочинения

### Сценарии
- 2010 — Дом у большой реки
- 2008 — Дилер
- 2000 — Чёрный ворон
- 2000 — Бандитский Петербург—1 (Барон)
- 2000 — Бандитский Петербург—2 (Адвокат)
- 1994 — Год собаки
- 1994 — Колесо любви
- 1989 — Молодой человек из хорошей семьи
- 1986 — Прорыв
- 1985 — Встретимся в метро
- 1983 — Мера пресечения
- 1983 — Средь бела дня…
- 1982 — Сквозь огонь
- 1981 — Штормовое предупреждение
- 1980 — Соло (короткометражный)
- 1979 — Личное свидание (короткометражный)
- 1979 — Пристань (короткометражный)
- 1979 — Таёжная повесть
- 1976 — Обычный месяц
- 1976 — Пока стоят горы
- 1971 — Месяц август
- 1968 — Виринея
- 1967 — Браслет-2

### Сборники стихов
Альбина Шульгина. Стихи // Нева. — ЗАО “Журнал „Нева””, СПб, 2006. — № 8. Архивировано 18 октября 2014 года.
Альбина Шульгина. Стихи. Интернет журнал «Что есть Истина» № 15 2008 г. http://istina.russian-albion.com/ru/chto-est-istina--015-dekabr-2008-g/a-shulgina